# Vincent Hognon
Vincent Hognon (Nancy, 16 agosto 1974) è un allenatore di calcio ed ex calciatore francese, di ruolo difensore, tecnico del Sochaux.

## Caratteristiche tecniche

### Giocatore
Hognon giocava nel ruolo di difensore centrale. Giocatore calmo, preciso e dotato di buona tecnica, spiccava anche per la sua abilità nel gioco aereo.

### Allenatore
Come allenatore, Hognon ritiene importante che nella squadra vi sia equilibrio tra la ricerca della solidità difensiva e la bellezza del gioco offensivo. In particolare, considera come suoi modelli Laszlo Bölöni, suo allenatore ai tempi del Nancy, per quanto riguarda la cura della fase difensiva, e Frédéric Antonetti, anch'egli suo ex-allenatore, per quel che concerne il gioco offensivo.

## Carriera

### Giocatore
Hognon inizia la sua carriera professionistica nel 1993 tra le file del Nancy. Qui Hognon si impone come una delle colonne difensive della squadra, rimanendovi per 9 anni.
Nel 2002 si trasferisce al Saint-Étienne, richiesto dall'allenatore Frédéric Antonetti, rimanendovi fino al 2007 e vincendo la Ligue 2 nel 2004. Anche qui Hognon diventa il leader difensivo della squadra, guadagnandosi l'apprezzamento di società e tifosi.
Nel 2005 Hognon viene liberato dal Saint-Étienne, con cui aveva un altro anno di contratto, e si trasferisce al Nizza, dove ritrova come allenatore Antonetti, che lo aveva già allenato al Saint-Étienne. A Nizza Hognon rimane 2 anni, chiudendo la carriera nel 2009.

### Allenatore

#### Nancy
Hognon inizia la sua carriera da allenatore nel 2010, nella selezione under-19 del Nancy. Dopo 3 anni, nel 2013, viene promosso vice-allenatore della prima squadra per volontà dell'allenatore Patrick Gabriel. Hognon rimane vice-allenatore anche col successore di Gabriel, Pablo Correa, fino all'agosto 2017, quando, a seguito dell'esonero di Correa, e col Nancy in zona retrocessione in Ligue 2, Hognon viene promosso primo allenatore. Tuttavia, il 22 gennaio 2018, Hognon è a sua volta esonerato e sostituito da Gabriel, che torna così ad allenare il Nancy dopo 5 anni.

#### Metz
Il 16 agosto 2018 Hognon entra a far parte dello staff tecnico del Metz, squadra militante in Ligue 2, nel ruolo di collaboratore tecnico di Frédéric Antonetti, suo ex-allenatore ai tempi del Saint-Étienne e del Nizza. Nel dicembre dello stesso anno, con Antonetti costretto a lasciare la squadra per motivi familiari, Hognon assume ad interim la guida del Metz, conducendola a fine anno alla promozione in Ligue 1. Il 17 giugno 2019, a causa del prolungarsi dei problemi personali di Antonetti, Hognon viene ufficialmente promosso allenatore del Metz, mentre Antonetti va a ricoprire la carica di team manager.
Al debutto come allenatore in Ligue 1, Hognon ottiene un pareggio nel derby contro lo Strasburgo.
Il 12 ottobre 2020 il Metz annuncia il ritorno di Antonetti come primo allenatore e contestualmente Hognon, non volendo rimanere come vice-allenatore, lascia il Metz.

## Statistiche

### Statistiche da allenatore
Statistiche aggiornate al 12 ottobre 2020. In grassetto le competizioni vinte.
| Stagione             | Squadra         | Campionato      | Campionato | Campionato | Campionato | Campionato | Coppe nazionali | Coppe nazionali | Coppe nazionali | Coppe nazionali | Coppe nazionali | Coppe continentali | Coppe continentali | Coppe continentali | Coppe continentali | Coppe continentali | Altre coppe | Altre coppe | Altre coppe | Altre coppe | Altre coppe | Totale | Totale | Totale | Totale | % Vittorie | Piazzamento |
| Stagione             | Squadra         | Comp            | G          | V          | N          | P          | Comp            | G               | V               | N               | P               | Comp               | G                  | V                  | N                  | P                  | Comp        | G           | V           | N           | P           | G      | V      | N      | P      | %          | Piazzamento |
| -------------------- | --------------- | --------------- | ---------- | ---------- | ---------- | ---------- | --------------- | --------------- | --------------- | --------------- | --------------- | ------------------ | ------------------ | ------------------ | ------------------ | ------------------ | ----------- | ----------- | ----------- | ----------- | ----------- | ------ | ------ | ------ | ------ | ---------- | ----------- |
| ago. 2017- gen. 2018 | Nancy           | L2              | 17         | 4          | 6          | 7          | CF+CdL          | 1+1             | 0+0             | 0+0             | 1+1             | -                  | -                  | -                  | -                  | -                  | -           | -           | -           | -           | -           | 19     | 4      | 6      | 9      | 21,05      | Sub., eson. |
| Totale Nancy         | Totale Nancy    | Totale Nancy    | 17         | 4          | 6          | 7          |                 | 2               | 0               | 0               | 2               |                    | -                  | -                  | -                  | -                  |             | -           | -           | -           | -           | 19     | 4      | 6      | 9      | 21,05      |             |
| dic. 2018-2019       | Metz            | L2              | 21         | 12         | 7          | 2          | CF+CdL          | 3+0             | 2+0             | 0+0             | 1+0             | -                  | -                  | -                  | -                  | -                  | -           | -           | -           | -           | -           | 24     | 14     | 7      | 3      | 58,33      | 1º (prom.)  |
| 2019-2020            | Metz            | L1              | 28         | 8          | 10         | 10         | CF+CdL          | 1+1             | 0               | 0+1             | 1+0             | -                  | -                  | -                  | -                  | -                  | -           | -           | -           | -           | -           | 30     | 8      | 11     | 11     | 26,67      | 15º         |
| 2020-2021            | Metz            | L1              | 6          | 2          | 1          | 3          | CF              | -               | -               | -               | -               | -                  | -                  | -                  | -                  | -                  | -           | -           | -           | -           | -           | 6      | 2      | 1      | 3      | 33,33      | Esonerato   |
| Totale Metz          | Totale Metz     | Totale Metz     | 55         | 22         | 18         | 15         |                 | 5               | 2               | 1               | 2               |                    | -                  | -                  | -                  | -                  |             | -           | -           | -           | -           | 60     | 24     | 19     | 17     | 40,00      |             |
| Totale carriera      | Totale carriera | Totale carriera | 72         | 26         | 24         | 22         |                 | 7               | 2               | 1               | 4               |                    | -                  | -                  | -                  | -                  |             | -           | -           | -           | -           | 79     | 28     | 25     | 26     | 35,44      |             |

## Palmarès

### Giocatore
- Campionato francese di seconda divisione: 2

Nancy: 1997-1998
Saint-Étienne: 2003-2004

### Allenatore
- Campionato francese di seconda divisione: 1

Metz: 2018-2019